# IIHF Europa Cup
De Europa Cup was een door de Internationale IJshockeyfederatie (IIHF) georganiseerde Europese ijshockeycompetitie voor de winnaars van de nationale kampioenschappen. 

## Historiek
De eerste editie vond plaats in het seizoen 1965-66 en werd gewonnen door het Tsjechoslowaakse ZKL Brno. De laatste editie vond plaats in 1995-96 en werd gewonnen door het Russische Lada Toljatti. De opvolgers van deze competitie waren de European Hockey League en Continental Cup.

## Winnaars

### Knockout
| Jaar    | Winnaar               | Uitslag            | Tegenstander     |
| ------- | --------------------- | ------------------ | ---------------- |
| 1965-66 | ZKL Brno              | 6-4, 7-5, 6-2, 6-1 | EV Füssen        |
| 1966-67 | ZKL Brno              | 3-2, 5-4           | Ilves            |
| 1967-68 | ZKL Brno              | 3-0, 3-3           | Dukla Jihlava    |
| 1968-69 | CSKA Moskou           | 9-1, 14-3          | EC KAC           |
| 1969-70 | CSKA Moskou           | 2-3, 8-5           | Spartak Moskou   |
| 1970-71 | CSKA Moskou           | 7-0, 3-3           | Dukla Jihlava    |
| 1971-72 | CSKA Moskou           | 8-2, 8-3           | Brynäs IF        |
| 1972-73 | CSKA Moskou           | 6-2, 12-2          | Brynäs IF        |
| 1973-74 | CSKA Moskou           | 2-3, 6-1           | Dynamo Pardubice |
| 1974-75 | Krylja Sovetov Moskou | 2-3, 7-0           | Dukla Jihlava    |
| 1975-76 | CSKA Moskou           | 6-0, 6-4           | Poldi Kladno     |
| 1976-77 | Poldi Kladno          | 4-4, 4-4 (2-1 SO)  | Spartak Moskou   |
| 1977-78 | CSKA Moskou           | 3-1                | Poldi Kladno     |

### Groepswedstrijden
| Jaar    | Plaats     | Goud        | Zilver           | Brons             |
| ------- | ---------- | ----------- | ---------------- | ----------------- |
| 1978-79 | Innsbruck  | CSKA Moskou | Poldi Kladno     | Ässät Pori Oy     |
| 1979-80 | Innsbruck  | CSKA Moskou | Tappara          | Slovan Bratislava |
| 1980-81 | Urtijëi    | CSKA Moskou | HIFK             | Poldi Kladno      |
| 1981-82 | Düsseldorf | CSKA Moskou | TJ Vítkovice     | SC Riessersee     |
| 1982-83 | Tampere    | CSKA Moskou | Dukla Jihlava    | Tappara           |
| 1983-84 | Urtijëi    | CSKA Moskou | Dukla Jihlava    | Dynamo Berlin     |
| 1984-85 | Megève     | CSKA Moskou | Kölner EC        | Dukla Jihlava     |
| 1985-86 | Rosenheim  | CSKA Moskou | Södertälje SK    | SB Rosenheim      |
| 1986-87 | Lugano     | CSKA Moskou | TJ VSŽ Košice    | Färjestad BK      |
| 1987-88 | Davos      | CSKA Moskou | Dynamo Pardubice | Tappara           |
| 1988-89 | Keulen     | CSKA Moskou | TJ VSŽ Košice    | Kölner EC         |
| 1989-90 | Berlijn    | CSKA Moskou | TPS Turku        | Djurgårdens IF    |

### Knockout
| Jaar | Plaats         | Winnaar        | Uitslag      | Tegenstander    |
| ---- | -------------- | -------------- | ------------ | --------------- |
| 1990 | Düsseldorf     | Djurgårdens IF | 3-2          | Dinamo Moskou   |
| 1991 | Düsseldorf     | Djurgårdens IF | 7-2          | Düsseldorfer EG |
| 1992 | Düsseldorf     | Malmö IF       | 3-3 (1-0 SO) | Dinamo Moskou   |
| 1993 | Düsseldorf     | TPS Turku      | 4-3          | Dinamo Moskou   |
| 1994 | Helsinki Turku | Jokerit        | 4-2          | Lada Toljatti   |
| 1995 | Keulen         | Jokerit        | 3-3 (3-2 SO) | Kölner Haie     |
| 1996 | Düsseldorf     | Lada Toljatti  | 4-3 (OT)     | Modo Hockey     |